# Semiplotus modestus
Semiplotus modestus är en fiskart som beskrevs av Day, 1870. Semiplotus modestus ingår i släktet Semiplotus och familjen karpfiskar. IUCN kategoriserar arten globalt som otillräckligt studerad. Inga underarter finns listade i Catalogue of Life.